# شراع شمسي
الشراع الشمسي هو تطور غير مسبوق وجذري في مفهوم الصعود إلى الفضاء، إذا يعتمد على فكرة مقاومة الجاذبية الأرضية من خلال الاستفادة من أشعة الشمس الرقيقة، وتعتمد الفكرة على عكس فوتونات الضوء الساقطة على ألواح خاصة، الأمر الذي يولد حركة في هذا اللوح حسب قانون نيوتن الثالث في الاتجاه المعاكس. والأبحاث والتجارب ما تزال مستمرة لتطوير التقنية التي قد يقدر لها أن تغير جميع مفاهيمنا الحالية عن الطيران والفضاء.
يعتبر القارب الشراعي نظيرًا للمركبات الفضائية الشراعية الشمسية؛ إذ تعتبر المرايا التي يبذل عليها الضوء قوةً، مشابهةً للشراع الذي تهب عليه الرياح. يمكن استخدام الأشعة الليزرية عالية الطاقة باعتبارها مصدرًا بديلًا للضوء، والتي ستبذل قوةً كبيرةً على الأشرعة الضوئية أكبر بكثير من القوة الناتجة عند استخدام ضوء الشمس، ويعرف هذا التصور بالإبحار الشعاعي. توفر المركبة الشراعية الشمسية إمكانية تنفيذ عمليات بتكلفة منخفضة مع فترات تشغيل طويلة. يمكن أن تستخدم هذه المركبات الفضائية الشراعية عدة مرات لتوصيل الحمولات؛ لأنها تحتوي على بعض الأجزاء المتحركة القليلة ولا تستخدم مواد دافعةً.
تستخدم الأشرعة الشمسية ظاهرةً لها آثار مثبتة ومقيسة على الديناميكا الهوائية. يؤثر الضغط الشمسي على كافة المركبات الفضائية، سواء كانت في الفضاء بين الكوكبي، أو في مدار حول أحد الكواكب أو الأجرام الصغيرة. فعلى سبيل المثال، ستُزاح المركبة الفضائية المتجهة إلى المريخ عادةً لمسافة آلاف الكيلومترات بسبب الضغط الشمسي، ولهذا يجب أن تُحسب آثار هذا الضغط في أثناء التخطيط لمسار الرحلة، وكانت هذه الحسابات تُجرى منذ وقت أول مركبة فضائية بين كوكبية في ستينيات القرن العشرين. يؤثر الضغط الشمسي أيضًا على وضعية المركبة الفضائية، وهو عامل يجب أن يدخل في تصميم المركبة.
تصل إجمالي القوة المؤثرة على شراع شمسي بمساحة 800 × 800 متر، على سبيل المثال، إلى نحو 5 نيوتن عند مسافة الأرض من الشمس، ما يجعله نظامًا دافعًا منخفض الدفع، وهو نظام مشابه للمركبات الفضائية التي تحصل على قوة الدفع الخاصة بها باستخدام المحركات الكهربية، ولكن تظل هذه القوة المؤثرة ثابتةً تقريبًا؛ لأن المركبة الفضائية لا تستخدم مواد دافعةً، ويعتبر التأثير التراكمي لهذه القوى مع الوقت كبيرًا بالشكل الكافي الذي يجعلها طريقةً ممكنةً لدفع المركبات الفضائية.

## القمر الصناعي NanoSail-D

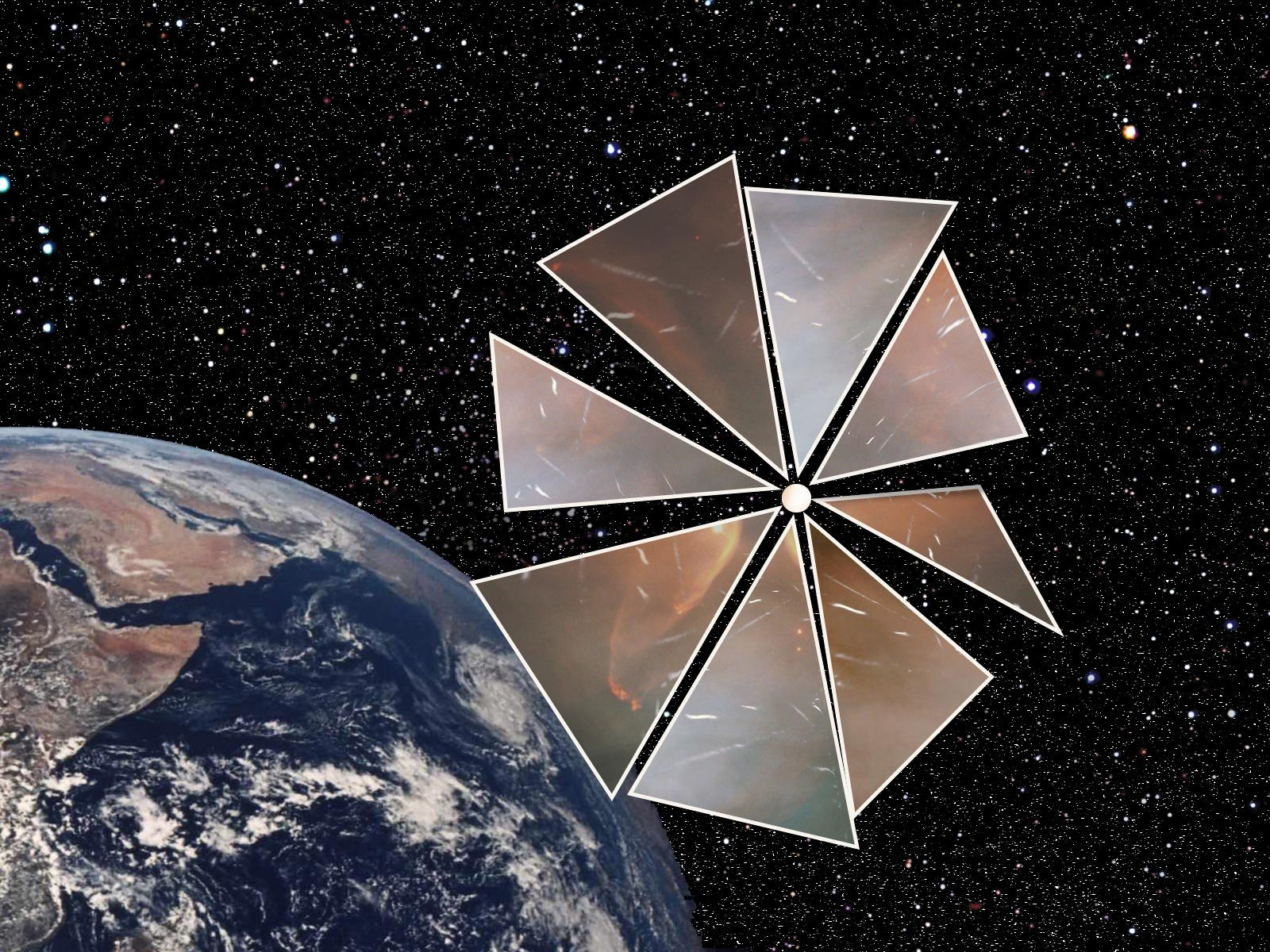
رسم تصويري لشراع شمسي في مدار الأرض.

يظهر في هذه الصورة الفنية القمر الصناعي NanoSail-D المزود بشراع عاكس رفيع جدا وبمساحة 10 أمتار مربعة، والذي قامت بإنشائه وكالة ناسا وإطلاقه يوم 20 جانفي/يناير الجاري حيث أصبح أول مركبة فضائية ذات شراع شمسي في مدار منخفض حول الأرض. عادة ما يعتبر الإبحار في الفضاء ضربا من الخيال العلمي، وقد تحدث عنه لأول مرة الفلكي جوهانس كبلر قبل 400 سنة عندما لاحظ أن ذيول المذنبات تنتفخ بفعل الرياح الشمسية. تعتمد الأشرعة الشمسية الحديثة مثل NanoSail-D والمركبة الفضائية اليابانية البينكوكبية إيكاروس على الطاقة الدافعة المستمرة لأشعة الشمس رغم كونها ضعيفة. خلال دورانه حول كوكب الأرض، يعكس الشراع NanoSail-D ضوء الشمس دوريا، وسيكون بالإمكان رؤية بريقه جليا بالعين المجردة. في الحقيقة، هناك دعوة للراصدين للمشاركة خلال هذه الأيام في مسابقة لالتقاط صور للمركبة NanoSail-D. ستساعد هذه الصور وكالة ناسا لتعقب المركبة قبل أن تعاود دخول الغلاف الجوي شهر أفريل أو ماي.

## التطبيقات
تختلف التطبيقات الممكنة للمركبات الشراعية الشمسية عبر النظام الشمسي، بدءًا من الفضاء القريب من الشمس وصولًا إلى سحب المذنبات بعد مدار كوكب نبتون. يمكن أن تنفذ هذه المركبات رحلات منطلقة من الأرض لتوصيل الحمولات أو تنفيذ مناورات المحافظة على المدار بعد الوصول إلى الوجهة. يمكن أن تستخدم هذه المركبات أيضًا في نقل البضائع ومن الممكن أن تستخدم في سفر البشر عبر الفضاء.

### الكواكب الداخلية
يمكن أن تستخدم هذه المركبات في توصيل الحمولات، في نطاق الكواكب الداخلية، والعودة إلى الأرض للقيام برحلات أخرى لتعمل باعتبارها مكوكًا فضائيًا بين كوكبي. وبالنسبة لكوكب المريخ تحديدًا، يمكن أن تقدم هذه المركبة وسيلةً اقتصاديةً لعمليات توصيل الإمدادات المتكررة لهذا الكوكب، وطبقًا لجيروم رايت، «تعتبر تكلفة إطلاق الدوافع التقليدية الضرورية من الأرض هائلةً بالنسبة للبعثات المأهولة. ويمكن أن يوفر استخدام السفن الفضائية الشراعية أكثر من 10 مليارات دولار أمريكي من تكاليف البعثات».
يمكن أن تقترب المركبات الشراعية الشمسية من الشمس لتوصيل حمولات الرصد أو لتنفيذ مناورات المحافظة على المدار. يمكن أن تعمل هذه المركبات على مسافة 0.25 وحدة فلكية أو أقرب من الشمس. ويمكن أن تصل هذه المركبات إلى مدارات ذات ميول مدارية عالية، بما يشمل المدارات القطبية.
يمكن أن تسافر المركبات الشراعية الشمسية من وإلى جميع الكواكب الداخلية. تتضمن الرحلات إلى كوكبي عطارد والزهرة الالتقاء بالكوكبين وإدخال الحمولة إلى المدار. ويمكن أن تكون رحلات كوكب المريخ بغرض الالتقاء بالكوكب أو لتنفيذ مناورة مساعدة الجاذبية مع إطلاق الحمولة بهدف تنفيذ الكبح الجوي.

### الكواكب الخارجية
تستفيد أوقات الانتقال الصغيرة التي تستغرقها المركبة لتصل إلى الكواكب الخارجية من استخدام الانتقال غير المباشر، وهي مناورة المساعدة بالجاذبية الشمسية. ومع ذلك، تُنتج هذه الطريقة سرعات وصول عاليةً للغاية. وتُنتج مناورات الانتقال البطيئة سرعات أبطأ.
يصل أقل وقت انتقال إلى كوكب المشتري لشراع شمسي بتسارع (ac) يبلغ 1 متر لكل ثانية مربعة، مع عدم وجود سرعة مغادرة بالنسبة للأرض، إلى سنتين عند استخدام مناورة الانتقال غير المباشر (مساعدة الجاذبية الشمسية). وتقترب سرعة الوصول (∞V) من 17 كيلومترًا لكل ثانية. وبالنسبة لكوكب زحل، يبلغ أقل وقت للرحلة 3.3 سنة، مع سرعة وصول تصل إلى 19 كيلومترًا تقريبًا.

## للإستزادة
- قوة دفع المركبة الفضائية
- الهندسة الفلكية